# Luther-Kutte
Die Luther-Kutte ist ein Kleidungsstück des 16. Jahrhunderts, das von Martin Luther getragen worden sein soll. Die Kutte ist im Besitz der Luthergedenkstätten Sachsen-Anhalt und hat die Inventarnummer K 373. Es handelt sich um den Habit eines Augustiner-Eremiten, den Ordensregeln gemäß aus schwarzem Wollstoff (Köper) und vorne offen. Die Länge beträgt 138 cm, die Breite 62 cm.
Erwähnt wird das historische Kleidungsstück erstmals im Inventar des Weimarer Kunstkabinetts im Jahr 1818, allerdings ohne Bezug zu Luther. Dieser Zusammenhang wurde erst im 20. Jahrhundert hergestellt, und heute ist die Kutte eines der bekanntesten Exponate des Lutherhauses in Wittenberg.

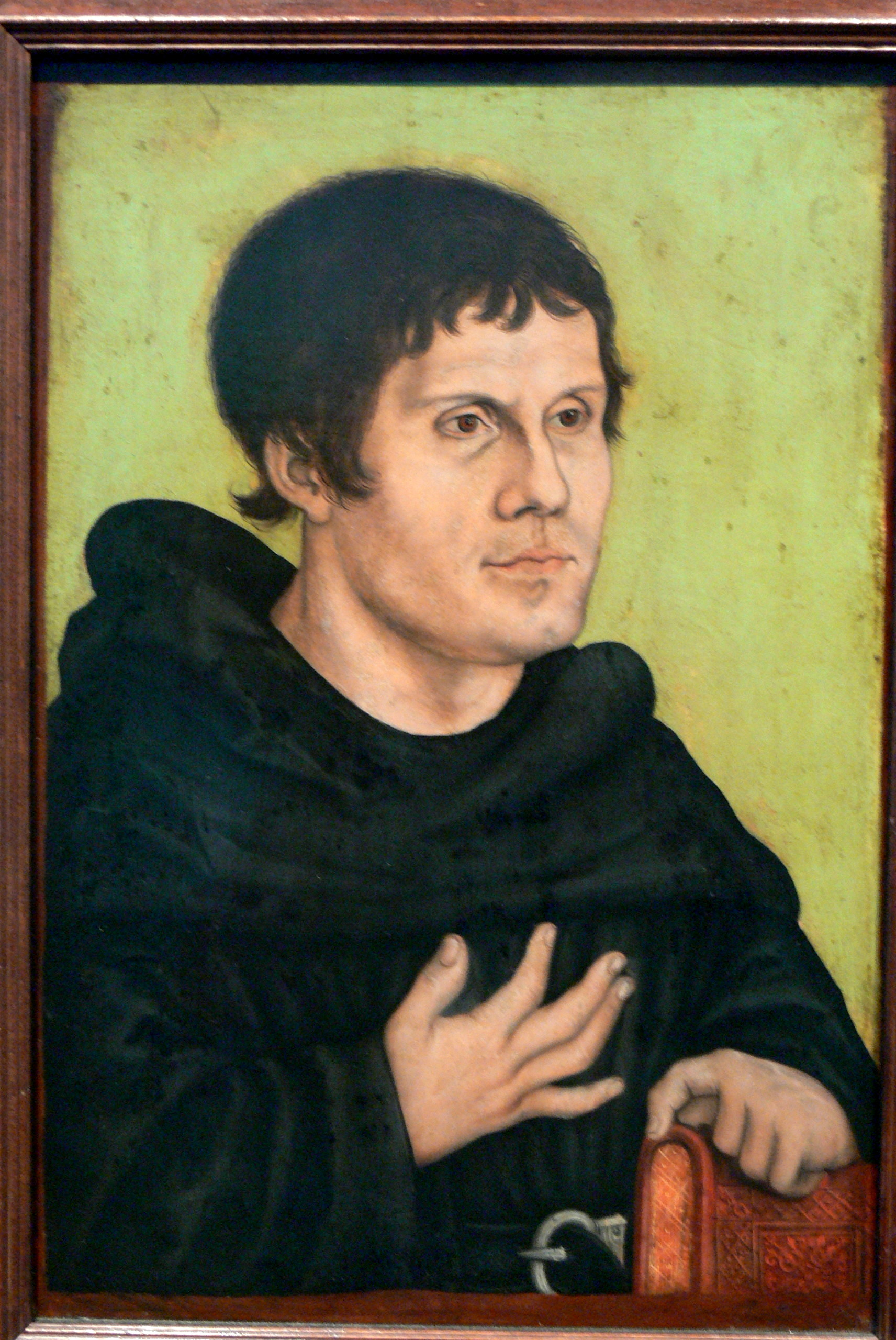
Luther als Augustiner-Eremit (Gemälde von Lucas Cranach dem Älteren, 1546, GNM)

## Luthers Kutten im Laufe seines Mönchslebens
Die Ordensstatuten regelten, dass es bei den Mönchen keinen Privatbesitz an Kleidung geben sollte. Wenn ein Mönch eine andere Kutte aus der Wäsche zurückerhielt, als er hineingegeben hatte, sollte er diese in Demut annehmen. Aus Luthers Schriften erfährt man, dass die Wittenberger Augustiner weiße und schwarze Gewänder trugen, was unterschiedlich interpretiert wird. Das weiße Gewand könnte das Unterkleid (camisia) sein, über dem dann das eigentliche schwarze Ordenskleid (cuculla) getragen wurde. Alternativ vermutet man, dass die Mönche im Kloster weiß gekleidet waren und die schwarze Kutte nur in der Öffentlichkeit getragen wurde.
Luther war als Universitätsprofessor ein Sonderfall. Friedrich von Sachsen finanzierte seine Arbeit als Professor, und dazu gehörte auch alle paar Jahre ein neues Gewand. Im Jahr 1516 bat Luther Georg Spalatin, dem Kurfürsten seinen Dank auszurichten für ein Gewand, das jener ihm zukommen ließ:  „...daß er mich so freigiebig gekleidet hat, und zwar mit besserem Tuche, als es sich vielleicht für eine Kutte geziemt, wenn es nicht des Fürsten Geschenk wäre.“ Anlässlich der Leipziger Disputation 1519 bat Luther den Kurfürsten um zwei neue Kutten, eine weiße und eine schwarze. „Ich bitte auch, E. F. G. wollt mir diesen Leipzschen Jahrmarkt kaufen, das ist ein weiß und schwarz Kappen.“ Die schwarze sei ihm schon vor längerer Zeit zugesagt worden, er habe sie aber nicht erhalten. Vor dem Reichstag zu Worms 1521 wurde klar, dass Luther neu eingekleidet werden musste, um dem Kaiser gegenübertreten zu können.
Auf dem Rückweg von Worms ließ der Kurfürst Luther zum Schein überfallen und auf die Wartburg verbringen, wo er inkognito als Junker Jörg lebte und deshalb auch wie ein Junker gekleidet war. Die neue Kutte, die er in Worms getragen hatte, musste also verschwinden.
Zurückgekehrt nach Wittenberg, nahm Luther im März 1522 sein früheres Klosterleben wieder auf, was die äußeren Formen betraf. Er ließ sich wieder eine Tonsur scheren und trug demonstrativ seine schwarze Ordenstracht. Zeitgleich gibt es einen Eintrag im Ausgabenbuch des Wittenberger Magistrats, wonach ein neuer Habit für Luther angeschafft worden war zum Preis von mehr als acht Gulden. Dies dürfte die heute gezeigte Luther-Kutte sein.

## Symbolische Bedeutung
Zu Luthers Zeit war ein Wechsel der Kleidung ein auffälliges Signal für einen Wechsel der inneren Überzeugung. Es ließ sich damit wirkungsvoll unterstreichen, was man in der Predigt oder schriftlich formuliert hatte. Die vielen Mönche und Nonnen, die in den 1520er Jahren ihr Kloster verließen, machten diesen Schritt eindeutig, indem sie weltliche Kleidung trugen. Andreas Karlstadt legte seine Professorentracht und damit seine alte Identität ab und kleidete sich wie ein Bauer. Martin Bucer formulierte es so: „Das ich kein platten (=Tonsur) trag noch chorrock, macht, das ich kein papist bin.“ Luthers Kleidungsstil in den Jahren 1522 bis 1524 war konservativ bzw. leicht inkonsequent: meist trug er seine Kutte, mitunter traf man ihn privat in weltlicher Kleidung an.